# Bandol (AOC)
Bandol jest nazwą francuskiego wina i jednocześnie obszaru winiarskiego, w którym jest produkowane, w okolicy miasta Bandol, w departamencie Var w Prowansji.

## Historia

### Starożytność
Cywilizacja fenicka pojawiła się w tym rejonie 2600 lat temu i przekazała mieszkającym na wybrzeżu Ligurom tajniki uprawy winorośli i wytwarzania wina, które z czasem stało się towarem. Handel winem i oliwą zorganizowali Rzymianie, o czym świadczą amfory i gliniane beczki (dolia) znalezione pod wodą.

### Średniowiecze
Łatwość transportu wina z Bandol, cenionego jako wyważone i o dobrej strukturze przyczyniła się do jego popularności. Port w Bandol był dość płytki, więc wino ładowano na małe statki, które podpływały do większych, zacumowanych na redzie i tam przeładowywano beczki.

### Epoka nowożytna
W XVII wieku wino zaczęło być eksportowane na Wyspy Brytyjskie. Na dębowych beczkach wypalano literę „B” (od „Bandol”), która świadczyła o pochodzeniu i autentyczności. W szczytowych okresie winiarze wytwarzali aż 60 000 hl wina, więcej niż obecnie.

### Współczesność
Klęska filoksery zniszczyła uprawy i winiarstwo odradzało się bardzo powoli. Wysiłek wytwórców włożony w zapewnienie wysokiej jakości win został doceniony i rozporządzeniem z 11 listopada 1941 roku została ustanowiona apelacja AOC Bandol.

## Geografia

### Orografia
Obszar naturalnego basenu Beausset jest synkliną szeroko otwartą na zachód w kierunku morza. Winnice leżą w amfiteatralnie ukształtowanej kotlinie otoczonej przez masyw Sainte-Baume na północy i górę Mont Caume na wschodzie.

### Klimat
Apelacja znajduje się w strefie klimatu śródziemnomorskiego, charakteryzującego się wysokim nasłonecznieniem, porą suchą i gorącą przypadającą na lato oraz rzadkimi, lecz gwałtownymi opadami. Zimy są łagodne. Ze względu na bliskość morza w regionie Bandol amplitudy temperatur są niskie, a różnice między porami roku mniejsze.
Dla regionu Tulonu notowano w latach 1961–1990:
| Miesiąc                                        | Sty   | Lut   | Mar   | Kwi   | Maj   | Cze   | Lip   | Sie   | Wrz   | Paź   | Lis   | Gru   | Roczna |
| ---------------------------------------------- | ----- | ----- | ----- | ----- | ----- | ----- | ----- | ----- | ----- | ----- | ----- | ----- | ------ |
| Średnie temperatury w dzień [°C]               | +12.7 | +13.3 | +15.3 | +17.8 | +21.6 | +25.6 | +29.1 | +28.9 | +25.7 | +21.4 | +16.3 | +13.6 | +20,1  |
| Średnie dobowe temperatury [°C]                | +9.3  | +9.8  | +11.4 | +13.7 | +17.1 | +20.8 | +23.9 | +23.8 | +21.2 | +17.3 | +12.8 | +10.2 | +15,9  |
| Średnie temperatury w nocy [°C]                | +5.8  | +6.2  | +7.5  | +9.6  | +12.7 | +16.1 | +18.8 | +18.7 | +16.6 | +13.3 | +9.2  | +6.7  | +11,7  |
| Opady [mm]                                     | 76.3  | 88.3  | 56.4  | 55.7  | 45.0  | 22.3  | 6.6   | 28.5  | 49.1  | 93.9  | 69.4  | 73.5  | 665,0  |
| Źródło: www.meteosudest.org: Tolon (1961-1990) |       |       |       |       |       |       |       |       |       |       |       |       |        |

Przymrozki są rzadkie (średnio 2,9 dnia rocznie), a doby, kiedy temperatura nie przekracza w ogóle 0 °C nie zdarzają się. Równie rzadko pojawia się śnieg (ledwie 1,5 dnia w roku) i z reguły topnieje nawet bez słońca.
Łagodność klimatu burzy wiatr. Silny wiatr notuje się 115 dni w roku (suchy mistral ze wschodu, z reguły wzbudzający opady lub mgłę). Najbardziej wietrznym miesiącem jest styczeń, w którym wiatr określany jako silny wieje średnio 12,5 dnia. Na drugim biegunie leży wrzesień, z siedmioma dniami. Mistral może zimą obniżyć odczuwalną temperaturę na tyle, że odczuwa się mróz mimo dodatnich temperatur. Powietrze często jest suche. Średnioroczna wilgotność względna wynosi 56% i waha się od 50% w lipcu i sierpniu do 60% w listopadzie i grudniu.

## Winiarstwo

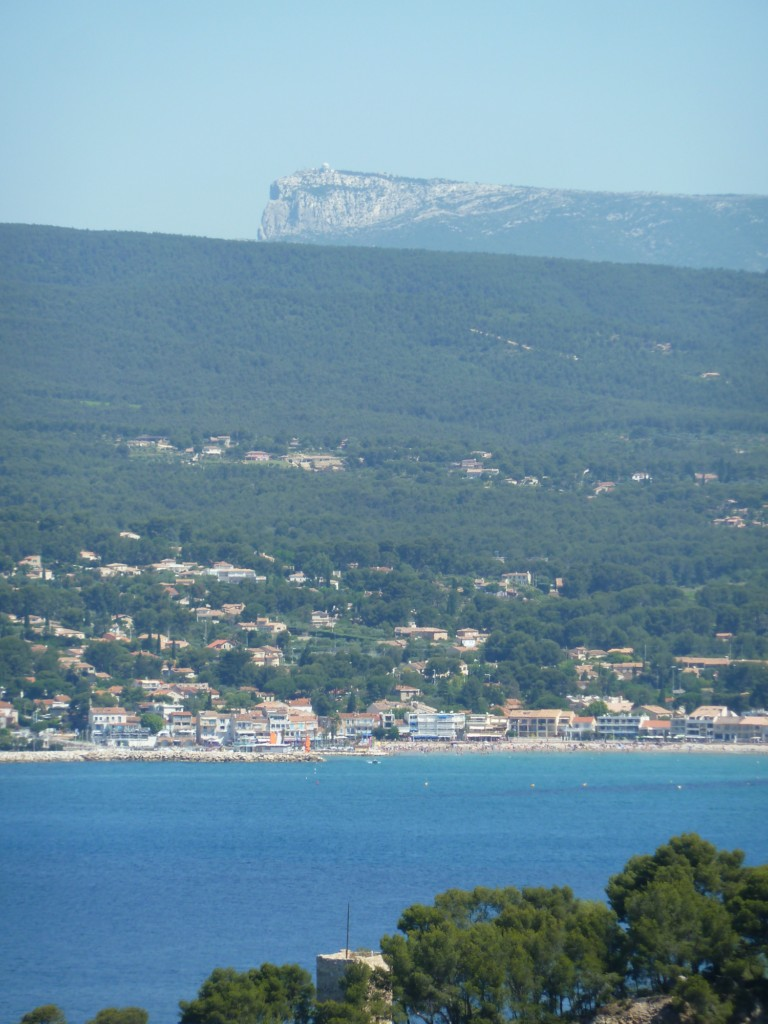
Saint-Cyr-sur-Mer, jedna z gmin apelacji i masyw Sainte-Baume w tle

### Obszar
Winnice apelacji rozciągają się na terenie 8 gmin:
- Bandol, mały port handlowy, który użyczył nazwy całej apelacji i winu
- Le Beausset
- La Cadière-d’Azur
- Le Castellet
- Ollioules
- Saint-Cyr-sur-Mer, która liczyła w 2009 roku 115 producentów zrzeszonych i 11 samodzielnych posiadłości winiarskich (fr. domaines viticoles)
- Évenos
- Sanary-sur-Mer[6][3].

### Szczepy

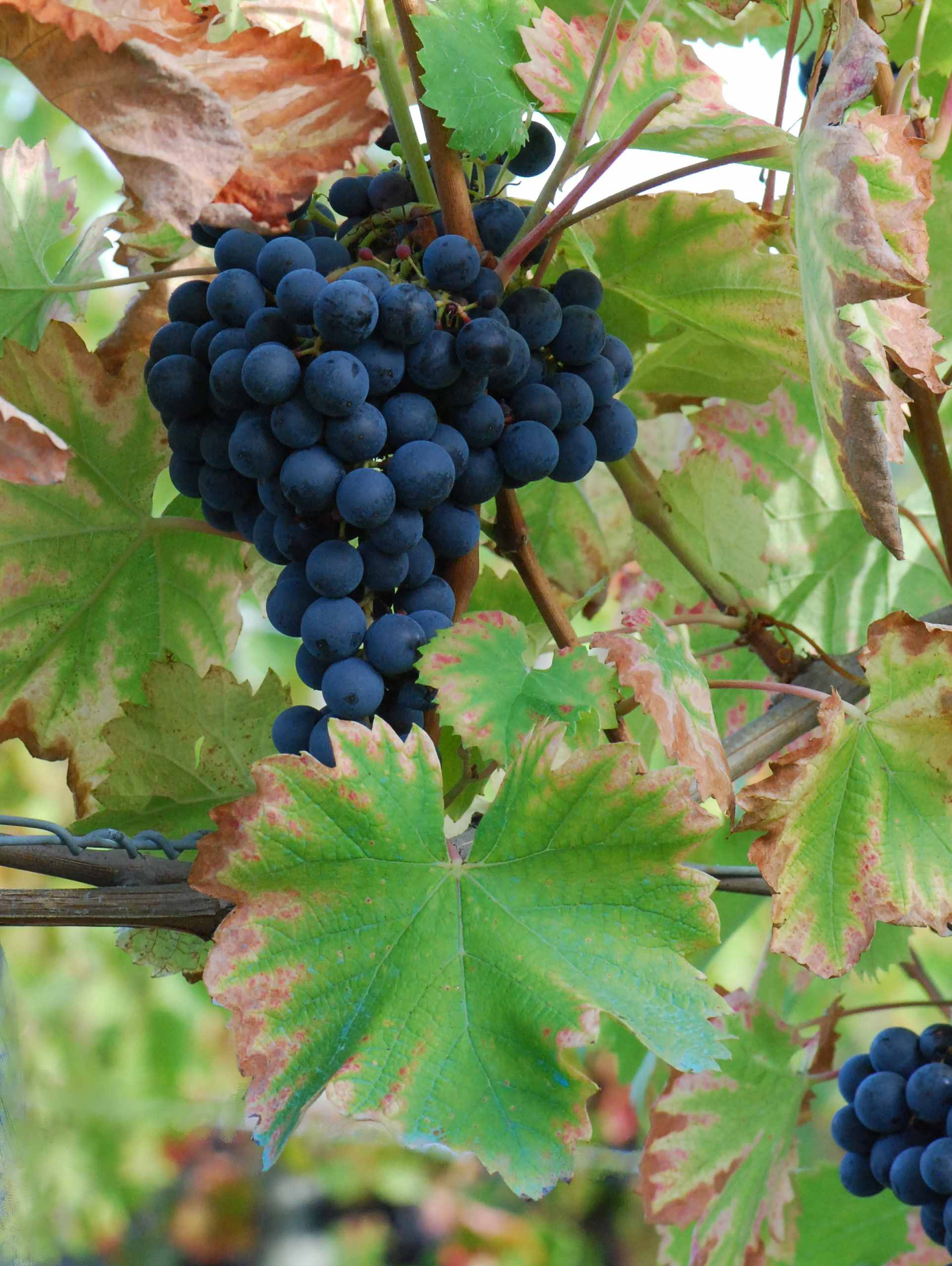
Grono mourvèdre

W winach czerwonych dominuje szczep mourvèdre, który musi stanowić przynajmniej 50% wina. Obowiązkowe jest także użycie przynajmniej jednej z dwóch odmian: grenache i cinsault. W winach mogą się znaleźć także syrah i carignan (do 20% łącznie i 10% każda). Analogiczne zestawienie dotyczy win różowych, przy czym minimalny poziomu mourvèdre jest obniżony do 20% i można stosować także podstawowe odmiany białe.
Dla win białych podstawowymi odmianami są clairette (minimum 50% od 2011 roku) oraz ugni blanc i bourboulenc. Dopuszcza się także użycie marsanne, rolle i sémillon (do 10% każda i 20% łącznie).

### Sposób produkcji
Przy gęstości 5000 krzewów na hektar winorośl musi być silnie przycinana. Maksymalna wydajność uprawy została ograniczona do 40 hl/ha. Wina czerwone muszą być starzone w beczkach przynajmniej 18 miesięcy. Wina białe i różowe muszą dojrzewać przynajmniej przez 3 miesiące

### Siedlisko (terroir)
Winnice apelacji Bandol rozciągają się na 1500 ha w amfiteatralnie ukształtowanej kotlinie i na ułożonych ku południu terasach na zboczach masywu Sainte-Baume aż po samo Morze Śródziemne. Roczne nasłonecznienie osiąga wartość 3000 godzin.
Gleby są kamieniste, wapienne i składają się z piaszczystych margli i piaskowców bogatych w wapień. Podłoże jest mało urodzajne, ale dobrze odprowadza wodę. Wysuszeniu roślin przeciwdziała wilgotne morskie powietrze i umiarkowane opady (600 mm rocznie). Odpływ wody ogranicza także terasowanie winnic.

### Struktura właścicielska
Liczba aktywnych winogrodników wzrosła do 268. Część z nich jest zrzeszona w 4 spółdzielniach, które odpowiadają za 40% produkcji. Niezależni producenci, których jest 59, wytwarzają 60% wina z obszaru apelacji wynoszącego 1500 ha.

### Rodzaje win i gastronomia
Białe wina bandol mają kolor słomkowo-jasnożółty, wyczuwa się w nich aromaty limonki i żarnowca. Wina różowe coraz chętniej produkuje się ze szczepu mourvèdre, co zwiększa ich trwałość. Typowy czerwony bandol, produkowany z mourvèdre i grenache to pełne, mocne wino o dużej zawartości garbników. Aromat czerwonych owoców ustępuje w miarę starzenia zapachowi trufli, czarnych jagód, runa leśnego, lukrecji, pieprzu, ziół i przypraw.

### Struktura produkcji
Winiarze deklarują produkcję rzędu 55 000 hl, z których 31% to wina czerwone, 64% wina różowe i ledwie 5% – białe.